# 永春小水电
中国福建省泉州市永春县是中华人民共和国小水电（小水电站）的发源地之一，其小水电事业被称为永春小水电。

## 历史
永春县河流纵横，水力资源丰富，理论蕴藏量17.12万千瓦，其中11.9万千瓦可供开发。1930年，永春第一座小水电站投入发电。此后，永春县陆续建立4个水电站。1956年夏，永春湖洋农业生产合作社自筹资金，在湖洋溪畔兴建曙光水电站，装机容量20千瓦。同年，中华人民共和国水利电力部在永春县举办南方八省小水电技术训练班。1960年，上海科学教育电影制片厂摄制了纪录片《永春水电》。1959年至1969年10年间，永春水电站数量从34座增加到127座，装机容量从919千瓦增加到4137千瓦。1966年6月，《人民日报》以“永春县农村普遍建起水电站”为题专题报道永春县办水电。1969年12月20日，《人民日报》头版刊载新华社报道《依靠群众，自力更生办电——福建省永春县大办山区小型水电站的调查》。
1982年9月22日，邓小平到四川省考察，充分肯定农村办小水电。同年11月，时任中共中央总书记胡耀邦到永春视察农村小水电，主持召开“中国式农村电气化座谈会”，会上决定全国搞100个农村电气化试点县。1983年9月26日，永春县最大的水电站横口电站的第一期工程建成发电，时任国务院副总理李鹏发来贺电。同年12月，国务院批准永春县为全国100个农村电气化试点县之一。1990年，第一批农村电气化试点县通过验收。
1998年，福建省电力有限公司启动农村供电“两改一同价”工作（改造农村电网，改革农电管理体系，实现城乡用电同网同价），投入1.13亿元人民币改造永春县农村供电，提高了小水电的送电能力。至2015年初，永春县共有小水电站220座，装机容量11.49万千瓦，从业人员1600多人，年均发电4亿千瓦时，产值1.3亿元，利税总额1300万元。2015年，以永春县为试点，泉州市推进小水电站退出试点工作，对老旧水电站分类实施“限制、改造、退出”。至2019年，永春县水电站已退出38座，限制运行1座，调整运行2座。

## 扩展阅读
- 梁天成总编辑；永春县志编纂委员会编. . 北京: 语文出版社. 1990.（第九卷为《小水电志》）